# Canvas2
《Canvas2 ～茜色的調色盤～》是由F&C FC01於2004年4月23日發售的戀愛冒險類型成人遊戲，後來陸續改編成電視動畫、漫畫、小說。
2006年1月26日角川書店發售PlayStation 2版《Canvas2 ～彩虹色的圖畫～》（Canvas2 ～虹色のスケッチ～），同名電視動畫於2005年10月2日至2006年3月26日其間播映。2006年10月6日F&C FC01發售PlayStation 2版的逆移植版本，並改名為《Canvas2 DVD EDITION》。

## 登場人物

### 主要角色
聲優依PC版／動畫版／PS2版排序
上倉浩樹（聲優：- / 櫻井孝宏 / -）
為了成為畫家而從北海道前往東京的美術大學就讀。在某事件後，失去了對繪畫的熱情。目前在撫子學園擔任美術教師，同時亦擔任美術社的顧問。繪畫的技術很高超，但是對於工作卻往往抱持敷衍的態度，連社團活動也甚少出席。美術社的竹內社長也常常為此感到頭痛。
鳳仙愛麗絲（聲優：中家菜穗 / 名塚佳織 / 同左）
生日：9月27日。星座：天秤座。血型：A型。身高：154cm。三圍：86/53/82。
浩樹的表妹。父親是日本人，母親則是法國人。幼時的一場車禍，讓她失去了雙親，同時也封閉了自己的心靈，也因此害怕血的顏色（紅色）。在浩樹常常帶著自己的畫前來探望後，便慢慢地開啟自己封閉的心靈，同時也開啟了她對繪畫的興趣。因為成為撫子學園的繪畫特待生，而從北海道來到東京與浩樹同住。不擅長料理的她，早上也有低血壓的症狀。由於繼承了母親的血統，金髮碧眼的她常常成為學園內男同學的告白對象。不過由於她的眼中只有浩樹一人，所以對於其他男生的告白都是一概拒絕。
桔梗霧（聲優：澤ゆり / 生天目仁美 / 同左）
生日：7月29日。星座：獅子座。血型：O型。身高：165cm。三圍：83/56/84。
浩樹幼稚園時的青梅竹馬，同時亦就讀於同一高中。高中時代曾向浩樹告白。後來與浩樹分離而就讀北海道當地的體育大學，此後便有五年沒有任何通信。後來因為至撫子學園擔任體育教師，才與浩樹有了奇蹟的再會。個性像是大姐般地豪邁，擅長家事，其中料理是其得意項目。學生時代加入籃球校隊，並有參加高中校際比賽的經驗。
另外一提，她的前任者「哀川」似乎指的就是在的主角「哀川總司」。在本作中只有提到其姓，卻沒有關於其名的更多敘述。
荻野可奈（聲優：幡宮かのこ（DVD版：大波こなみ） / 德永愛 / 同左）
生日：4月26日。星座：金牛座。血型：AB型。身高：149cm。三圍：76/53/79。
撫子学園二年級生。是個與其年齡及體型完全無法相配的專業戀愛小說家。常常拿著自己的作品原稿給窩在美術教室的浩樹評論。
美咲堇（聲優：木村美佐 / 平野綾 / 同左）
生日：11月3日。星座：雙子座。血型：B型。身高：163cm。三圍：84/56/82。
前作的家庭用版本的追加角色美咲彩的妹妹，撫子學園的三年級生，父親和姊姊是世界有名的畫家，母親是有名的長笛演奏家，在藝術的包圍下長大。本人唱歌很好，屬合唱部，擁有被稱為「撫子的歌姫」的歌聲。由於性格文靜，有時亦有畏縮不前的時候。
鷺之宮紗綾（聲優：夏野向日葵 / 豬口有佳 / 同左）
生日：8月17日。星座：獅子座。血型：O型。身長：163cm。三圍：86/55/84。
現任撫子學園理事長鷺之宮藍的姊姊，也是代理理事長。

### 「彩虹色的圖畫」之後的主要角色
竹內麻巳（川島梨乃 / 豐口惠 / 同左）
生日：12月24日。星座：魔羯座。血型：A型。身長：159cm。三圍：80/54/81。
撫子學園美術社的社長，常常為浩樹缺席美術社而煩惱，由於畫工精湛，所以有「水彩的惡魔」之稱號。
藤浪朋子（二宮彩子 / 高橋美佳子 / 同左）
生日：9月10日。星座：處女座。血型：B型。身長：154cm。三圍：74/46/72。
愛麗絲的好友，由於有心臟病所以常常在保健室休息，擁有直率的性格。

### 其他角色
柳慎一郎（星野涼 / 谷山紀章 / 同左）
生日：5月26日。血型：AB型。身長：177cm。
浩樹跟霧的青梅竹馬，現在是有名的畫家，亦是導致浩樹不繪畫的原因。
杉原紫衣（春野かえる / 宮川美保 / -）
生日：6月4日。星座：雙子座。血液型：A型。身長：164cm。三圍：84/58/86。
可奈的編輯，霧的學姐。
鳳仙安娜（- / 川澄綾子 / -）
愛麗絲的母親，法國人，20年前與日本的男性戀愛並遠渡日本。是浩樹最初的繪畫老師，不過在愛麗絲幼稚園時，與家族3人一起去兜風時遭遇交通事故，和丈夫共同死亡。不像浩樹，個性很堅強。但由於像是私奔一樣，並沒有和法國的娘家再有往來。
鳳仙雪子（- / 佐藤愛 / -）
對浩樹來說是外婆，對愛麗絲來說是奶奶。在愛麗絲的父母過世後，養育愛麗絲到撫子學園入學這段期間。委託浩樹打電話給愛麗絲，在遊戲版裡沒有登場。
田丸光（- / 伊藤靜 / -）
撫子學園二年級美術部副部長。
橋爪彰太（- / 間島淳司 / -）
愛麗絲的同班同學。
櫻塚戀（- / 浅野真澄 / -）
浩樹的同班同學。
美咲彩（- / 永田亮子 / -）
美咲堇的姊姊，是個撫子學園著名的畫家。
篠宮悠（- / 鷹森淑乃 / -）

## 製作人員
- 人物設計、原畫：七尾奈留（鳳仙エリス・桔梗霧）、ちこたむ（荻野可奈・鷺ノ宮紗綾・杉厡紫衣）、魚（美咲堇）、倉嶋丈康（藤浪朋子・竹內麻巳）、江森美沙樹（柳慎一郎）
- 劇本：宮村優（統括・エリス、霧）、定池真実（可奈、菫、麻巳、朋子）、田中タクヤ（紗綾）
- BGM：Elements Garden（上松範康、藤間仁、菊田大介）
- 程式：瑞原奈緒
- 製作人：弥七
- 監製：宮村優、瑞原奈緒

## 主題曲
『Canvas2 〜茜色のパレット〜』
- 片頭曲:「プラスチックスマイル（^^」

作詞／作曲／編曲：A BONE，歌：A BONE featuring YURIA
- 片尾曲「日々」

作詞／作曲／編曲：TRUE END，歌：Rena
『Canvas2 〜虹色のスケッチ〜』、『Canvas2 DVD EDITION』
- 片頭曲「BLUE SKY」

作詞／作曲：YURIA　HAJIMEX，編曲：小池雅也，歌：Honey Bee (YURIA)
- 片尾曲「プライマリーメモリー」

作詞：新堂真弓，作曲／編曲：小池雅也，歌：スイーツ探検隊
- 動畫片尾曲「NA NA IRO」

作詞：かなすぎはじめ，作曲：かなすぎはじめ／小池雅也，編曲：小池雅也，歌：すいーつたんけんたい|スイーツ探検隊

## 電視動畫

### 製作人員
- 企劃：安田猛、黑井和男、中村寬之、鳥山成、木谷高明
- 製作人：立崎孝史、鈴木智子、田中壮明、松林正人、中野葉子、川﨑とも子
- 制作製作人： 橋本和典
- 監督： 川崎逸朗
- 系列構成：吉田玲子
- 劇本：吉田玲子、岡田麿里、平見瞠、山田由香
- 人物設定：新田靖成
- 美術監督：近藤あゆみ
- 攝影監督：近藤靖尚
- 色彩設計：片山由美子
- 編輯：内田惠
- 音響監督：岩浪美和
- 音響製作：ダックスプロダクション
- 音樂製作人：金杉肇
- 音樂指導：畠義人
- 音樂：ドアーズ・ミュージック・エンタテインメント、4-EVER
- 音樂製作：TYRELL LAB.、ブロッコリー
  - オープニングテーマ「プラスチックスマイル（虹色ギターVERSION）」（1～23話）
（作詞／作曲：A BONE、編曲：八七、歌：Honey Bee）
- 動畫製作：ZEXCS
- 製作：Canvas2製作委員會

### 各話資料
| 話數 | 日文標題                 | 中文標題               | 劇本     | 分鏡       | 演出       | 作畫監督                                     | 過場短片                  |
| ---- | ------------------------ | ---------------------- | -------- | ---------- | ---------- | -------------------------------------------- | ------------------------- |
| 1    | 禁断のクラシックレッド   | 禁斷的古典红           | 吉田玲子 | 川崎逸朗   | 川崎逸朗   | 高乘陽子                                     | 新田靖成                  |
| 2    | マンダリンオレンジの再会 | 中國澄的再會           | 吉田玲子 | 川崎逸朗   | 千葉大輔   | 岡辰也                                       | 兒玉樹                    |
| 3    | 悪戯なカナリアイエロー   | 惡作劇的金絲雀黃       | 岡田麿里 | 川崎逸朗   | 山本天志   | 中野彰子                                     | [A]德永愛 [B]宮川みほ     |
| 4    | 焦燥のコバルトブルー     | 焦躁的鈷藍             | 平見瞠   | 殿河内勝   | 粟井重紀   | 宮下雄次                                     | 魚                        |
| 5    | 溜息のムーングレイ       | 嘆息的月亮灰           | 岡田麿里 | 殿河内勝   | 山内東生雄 | 高乘陽子、KIM SOON YEON                      | ちこたむ                  |
| 6    | 誘惑のエメラルドグリーン | 誘惑的寶石綠           | 平見瞠   | 川崎逸朗   | 千葉大輔   | 岡辰也                                       | 美水かがみ                |
| 7    | 潮騒のサンドベージュ     | 波濤的沙茶色           | 吉田玲子 | 川崎逸朗   | 川崎逸朗   | 高乘陽子、KIM SOON YEON                      | 天廣直人                  |
| 8    | 哀愁のミッドナイトブルー | 哀愁的深夜藍           | 山田由香 | 綴爆       | 長尾肅     | PARK DAE YEOL                                | 魚                        |
| 9    | 瑠璃色のセンチメンタル   | 琉璃色的傷感           | 吉田玲子 | 川崎逸朗   | 冨田裕司   | KIM SOON YEON、重松晉一                      | ちこたむ                  |
| 10   | 追憶のスノーホワイト     | 追憶的雪白色           | 平見瞠   | 小島多美子 | 辻太輔     | 輿石曉                                       | 新田靖成                  |
| 11   | 浅支子の距離             | 淺支子的距離           | 岡田麿里 | 川崎逸朗   | 山内東生雄 | 村田憲泰、齋藤和也 KIM SOON YEON、高乘陽子   | [A]豐口惠 [B]高橋美佳子   |
| 12   | 無邪気なエバーグリーン   | 天真的常青色           | 平見瞠   | 太田知章   | 畠山茂樹   | 岡辰也                                       | 川崎逸朗                  |
| 13   | セピアのトライアングル   | 深棕色的三角戀         | 山田由香 | 川崎逸朗   | 川崎逸朗   | 村田憲泰、重松晉一                           | 魚                        |
| 14   | ひめごとはダークネイビー | 秘密是深藍色           | 岡田麿里 | 川崎逸朗   | 粟井重紀   | 宮下雄次、高乘陽子                           | [A]櫻井孝宏 [B]豬口有佳   |
| 15   | 藍色のプレッシャー       | 藍色的壓力             | 吉田玲子 | 太田知章   | 山内東生雄 | 齋藤和也、村田憲泰 KIM SOON YEON、宮田奈保美 | 美水かがみ                |
| 16   | 薄紫のオールナイトロング | 淡紫色的漫漫長夜       | 山田由香 | 石踊宏     | 石踊宏     | 阿藍隅史                                     | [A]平野綾 [B]谷山紀章     |
| 17   | チェリーピンクを届けたい | 想要傳達給你的櫻桃粉紅 | 吉田玲子 | 殿河内勝   | 山内東生雄 | KIM SOON YEON、重松晉一                      | ちこたむ                  |
| 18   | トマトレッドを撃て!      | 番茄紅的攻擊！         | 平見瞠   | 岡本英樹   | 石踊宏     | 阿藍隅史、中本尚子                           | 兒玉樹                    |
| 19   | ミルキーホワイトの一夜   | 乳白色的一夜           | 山田由香 | 小坂春女   | 德本善信   | 岡辰也                                       | 魚                        |
| 20   | マーマレード色の夕暮れ   | 橘子澄的黄昏           | 吉田玲子 | 太田知章   | 粟井重紀   | 朴〓烈                                       | 倉嶋丈康                  |
| 21   | クリスタルの白地図       | 水晶色的白地圖         | 平見瞠   | 小島多美子 | 高山秀樹   | 村田憲泰                                     | ちこたむ                  |
| 22   | インディゴの夜明けに     | 靛藍的黎明             | 岡田麿里 | 後信治     | 後信治     | 立田真一                                     | [A]名塚佳織 [B]生天目仁美 |
| 23   | クリスマスカラーの決意   | 聖誕色的決心           | 山田由香 | 川崎逸朗   | 德本善信   | 華房泰堂、渡部穩寬                           | 新田靖成                  |
| 24   | 虹色のフィナーレ         | 彩虹色的終焉           | 吉田玲子 | 川崎逸朗   | 川崎逸朗   | KIM SOON YEON、高乘陽子 重松晉一             | 七尾奈留                  |

### 播放電視台
日本深夜動畫：下文記載的日本国内播放時間使用日本標準時間（UTC+9）表示。因為部分時間标识會採用30小时制，因此請留意这类超过24:00的时间，其實際播放時間為翌日清晨。
| 播映地域 | 電視台       | 播映期間                      | 播映時間                 | 所屬聯播網  |
| -------- | ------------ | ----------------------------- | ------------------------ | ----------- |
| 千葉縣   | 千葉電視台   | 2005年10月2日－2006年3月26日  | 日曜 24時00分 - 24時30分 | 獨立UHF系列 |
| 埼玉縣   | 埼玉電視台   | 2005年10月2日－2006年3月26日  | 日曜25時00分 - 25時30分  | 獨立UHF系列 |
| 神奈川縣 | 神奈川電視台 | 2005年10月3日－2006年3月27日  | 月曜24時45分 - 25時15分  | 獨立UHF系列 |
| 京都府   | 京都放送     | 2005年10月3日－2006年3月27日  | 月曜25時45分 - 26時00分  | 獨立UHF系列 |
| 兵庫縣   | SUN電視台    | 2005年10月4日－2006年3月28日  | 火曜24時00分 - 24時30分  | 獨立UHF系列 |
| 愛知縣   | 愛知電視台   | 2005年10月12日－2006年3月29日 | 水曜26時28分 - 26時58分  | TXN系列     |
| 全国放送 | AT-X         | 2008年9月16日－               | 火曜09時00分 - 09時30分  | CS放送      |

## 漫畫
- Canvas2 ～エクストラ・シーズン～

由兒玉樹作畫，由角川書店發售（ISBN 4-04-713720-0）。
- Canvas2 ～彩虹色的圖畫～（Canvas2 〜虹色のスケッチ〜）

由兒玉樹作畫，由角川書店發售共4冊單行本，中文版由台灣角川代裡發售。
| 集數 | 角川書店       | 角川書店           | 台灣角川      | 台灣角川        |
| 集數 | 發售日期       | ISBN               | 發售日期      | ISBN            |
| ---- | -------------- | ------------------ | ------------- | --------------- |
| 1    | 2005年9月20日  | ISBN 9784047137530 | 2006年1月25日 | ISBN 9861740120 |
| 2    | 2005年12月21日 | ISBN 9784047137721 | 2006年6月26日 | ISBN 9861740937 |
| 3    | 2006年4月5日   | ISBN 9784047138193 | 2006年9月9日  | ISBN 9861741488 |
| 4    | 2006年8月7日   | ISBN 9784047138438 | 2007年1月10日 | ISBN 9861742417 |

## 小說
- Canvas2 〜茜色のパレット〜

由岡崎いずみ寫作、フミオ插畫，由enterbrain於2004年7月30日發售（ISBN 978-4757719378）。
- Canvas2 〜虹色のスケッチ〜 Before RED

由角川書店2005年12月22日發售（ISBN 978-4047072015）。
- Canvas2 〜虹色のスケッチ〜 Beyond RED

由為我井徹寫作、兒玉樹插畫，由角川書店於2006年3月24日發售（ISBN 978-4047072138）。

## 評價
在Getchu所公佈的2004年萌遊戲排行榜中，鳳仙愛麗絲獲選為第十名的最佳女主角。《ファミ通》894号的クロスレビュー對Canvas2 ～彩虹色的圖畫～給予24/40評分。

## 外部連結
- Canvas2 ～茜色的調色盤～官方網站（页面存档备份，存于）（日語）
- Canvas2 ～彩虹色的圖畫～官方網站（日語）